# Vireó de San Andrés
El vireó de San Andrés (Vireo caribaeus) és un ocell de la família dels vireònids (Vireonidae).

## Hàbitat i distribució
Habita zones arbustives i manglars de l'illa de San Andrés, propera a la costa oriental de Nicaragua.